# Прем'єр-міністри Албанії

## До і під час Другої світової війни
- Ісмаїл Кемалі (1912-1913)
- Мифіт Лібохова (1913-1914)
- Турхан-паша Перметі (1914)
- Есад-паша Топтані (1914)
- Абдулла Рушді (1914-1918)
- Турхан-паша Перметі (1918-1920)
- Сулейман Дельвіна (1920)
- Іліас Вріоні (1920-1921)
- Панделі Еванг'єлі (1921)
- Хасан Пріштіна (1921)
- Омер-паша Вріоні (1921-1922)
- Кшафер Юпі (1922)
- Ахмет Зогу (1922-1924)
- Шефкет Верладжі (1924)
- Іліас Вріоні (вдруге) (1924)
- Фан Нолі (1924)
- Іліас Вріоні (втретє) (1924-1925)
- Ахмет Зогу (вдруге) (1925)
- Коста Кота (1928-1930)
- Панделі Еванг'єлі (вдруге) (1930-1935)
- Мехді-бей Фрашері (1935-1936)
- Коста Кота (вдруге) (1936-1939)
- Шефкет Верладжі (вдруге) (1939-1941)
- Мустафа Мерліка Круя (1941-1943)
- Екерем Лібохова (1943)
- Малік Бушаті (1943)
- Екерем Лібохова (вдруге) 1943
- Ібрагім-бей Бічаку 1943
- Мехді-бей Фрашері (вдруге) (1943)
- Реджеп Мітровіца (1943-1944)
- Фікрі Діне (1944)

## Після Другої світової війни
- Енвер Ходжа (Enver Hoxha) (1944-1954)
- Мехмет Шеху (Mehmet Shehu) (1954-1981)
- Аділь Чарчані (Adil Çarçani) (1982-1991)
- Фатос Нано (Fatos Nano) (1991)
- Іллі Бафі (Ylli Bufi) (1991)
- Вільсон Ахметі (Vilson Ahmeti) (1991-1992)
- Александер Мексі (Aleksander Meksi) (1992-1997)
- Башкім Фіно (Bashkim Fino) (1997)
- Фатос Нано (1997-1998)
- Панделі Майко (Pandeli Majko) (1998-1999)
- Ілір Мета (Ilir Meta) (1999-2002)
- Панделі Майко (2nd time) (2002)
- Фатос Нано (2002-2005)
- Салі Беріша (Sali Berisha) (2005-2013)
- Еді Рама (Edi Rama) (з 2013)